# صموئيل هوبكينز
صموئيل هوبكينز (بالإنجليزية: Samuel Hopkins)‏ هو قاضي ومحامي وسياسي أمريكي، ولد في 9 أبريل 1753 في مقاطعة ألبمارل في الولايات المتحدة، وتوفي في 16 سبتمبر 1819 في هندرسون في الولايات المتحدة. انتخب عضو مجلس النواب الأمريكي.